# Jalpan de Serra

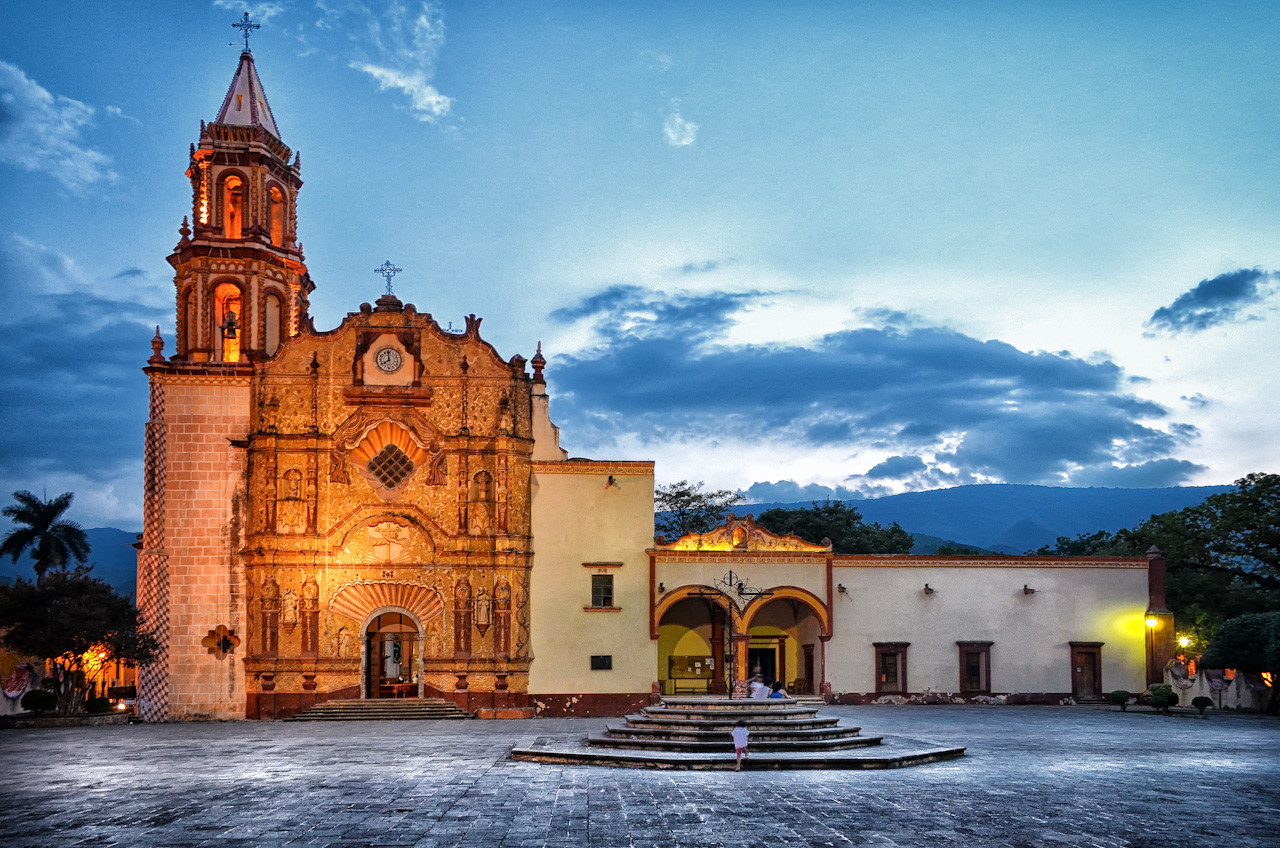
Franciscaanse kerk, gebouwd tussen 1750 en 1758

Jalpan de Serra is een stad in de Mexicaanse deelstaat Querétaro. Tequisquiapan heeft 8.947 inwoners (census 2005) en is de hoofdplaats van de gemeente Jalpan de Serra.
In Jalpan bevindt zich een van de Franciscaner missieposten in de Sierra Gorda, die opgenomen zijn in de werelderfgoedlijst van de UNESCO.